# سامي ديفيس جونيور
سامي ديفيس جونيور (بالإنجليزية: Sammy Davis Jr.)‏ مواليد 08 ديسمبر 1925 في هارلم، نيويورك، الولايات المتحدة - الوفاة 16 مايو 1990 في بيفرلي هيلز، الولايات المتحدة، هو مغني وممثل أمريكي بدأ مسيرته الفنية سنة 1928. امتدت مسيرته الفنية لأكثر من 62 عاما.

## الأعمال
- بورجي وبيس
- الماس للأبد
- ذا كانونبول رن
- كانونبول رن 2
- أليس في بلاد العجائب

## الجوائز
- قلادة سبينغارن
- جائزة غرامي لإنجاز العمر

## وصلات خارجية
- سامي ديفيس جونيور على موقع IMDb (الإنجليزية)
- سامي ديفيس جونيور على موقع الموسوعة البريطانية (الإنجليزية)
- سامي ديفيس جونيور على موقع روتن توميتوز (الإنجليزية)
- سامي ديفيس جونيور على موقع مونزينجر (الألمانية)
- سامي ديفيس جونيور على موقع ألو سيني (الفرنسية)
- سامي ديفيس جونيور على موقع ميوزك برينز (الإنجليزية)
- سامي ديفيس جونيور على موقع أول موفي (الإنجليزية)
- سامي ديفيس جونيور على موقع قاعدة بيانات برودواي على الإنترنت (الإنجليزية)
- سامي ديفيس جونيور على موقع قاعدة بيانات الأفلام السويدية (السويدية)
- سامي ديفيس جونيور على موقع إن إن دي بي (الإنجليزية)
- الموقع الرسمي